# Liste der städtischen Buslinien in Linz

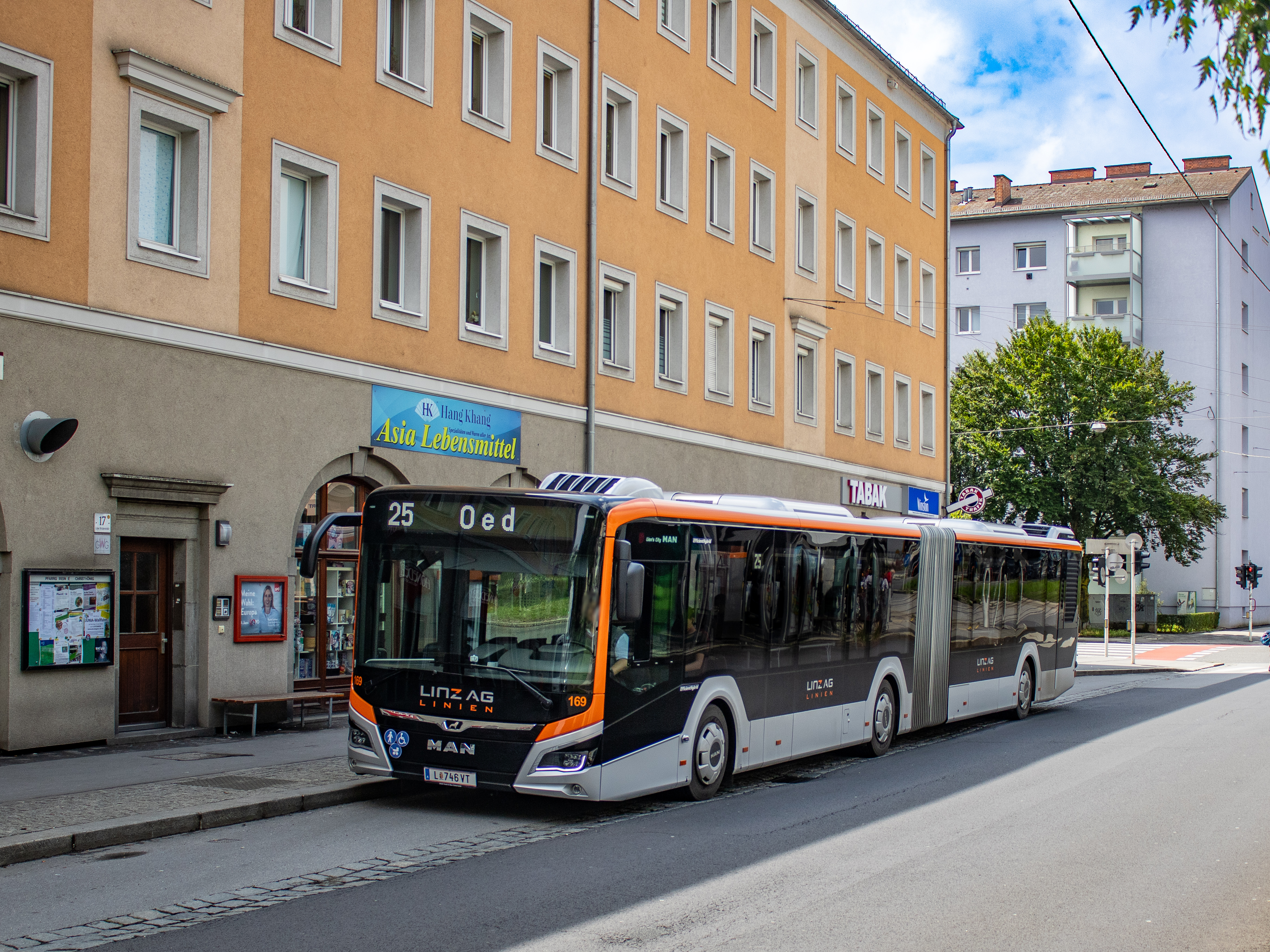
Ein neuer MAN Lion’s City EfficientHybrid, Baujahr 2024

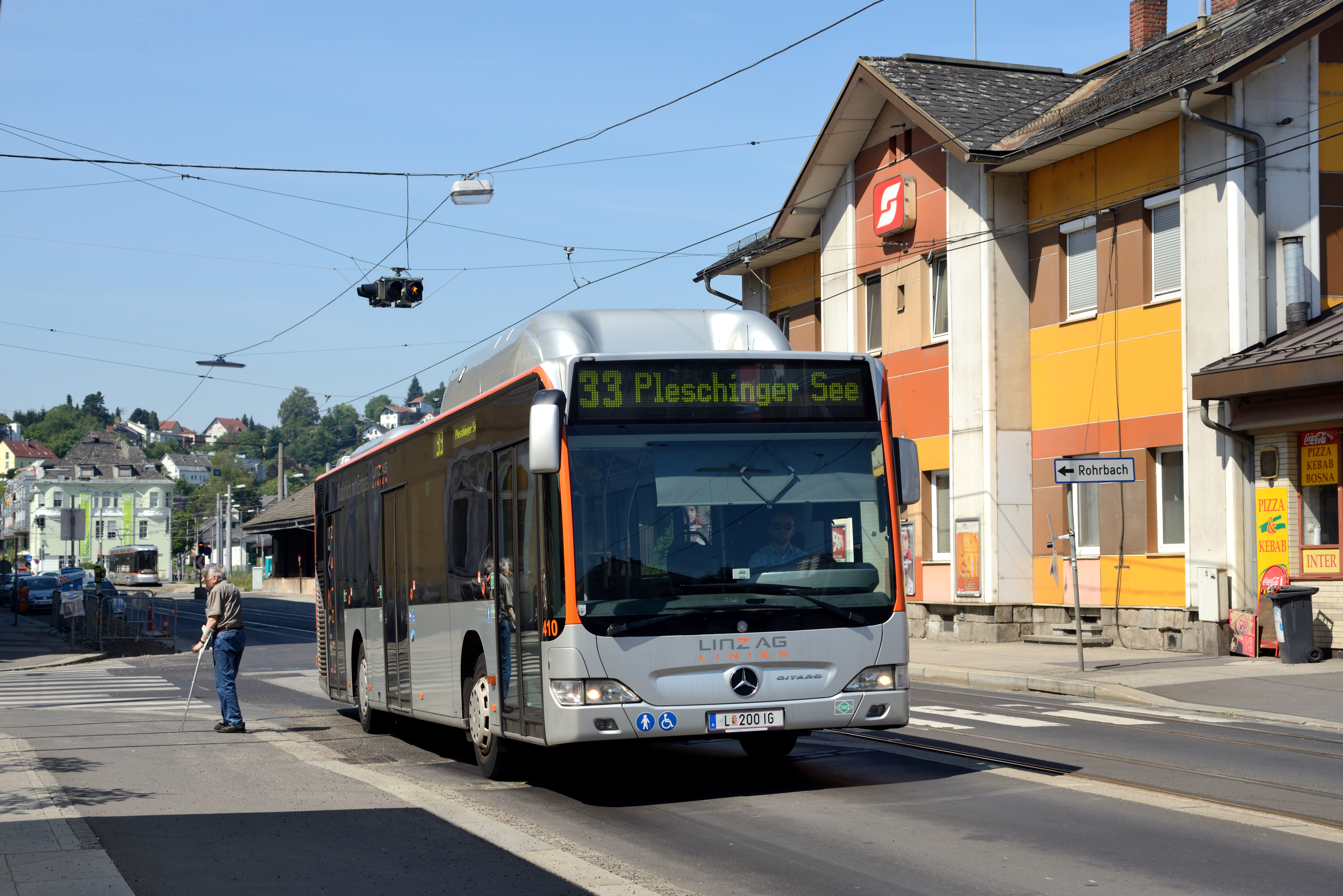
Ein bereits ausgemusterter Erdgasbus auf der Linie 33 beim Mühlkreisbahnhof

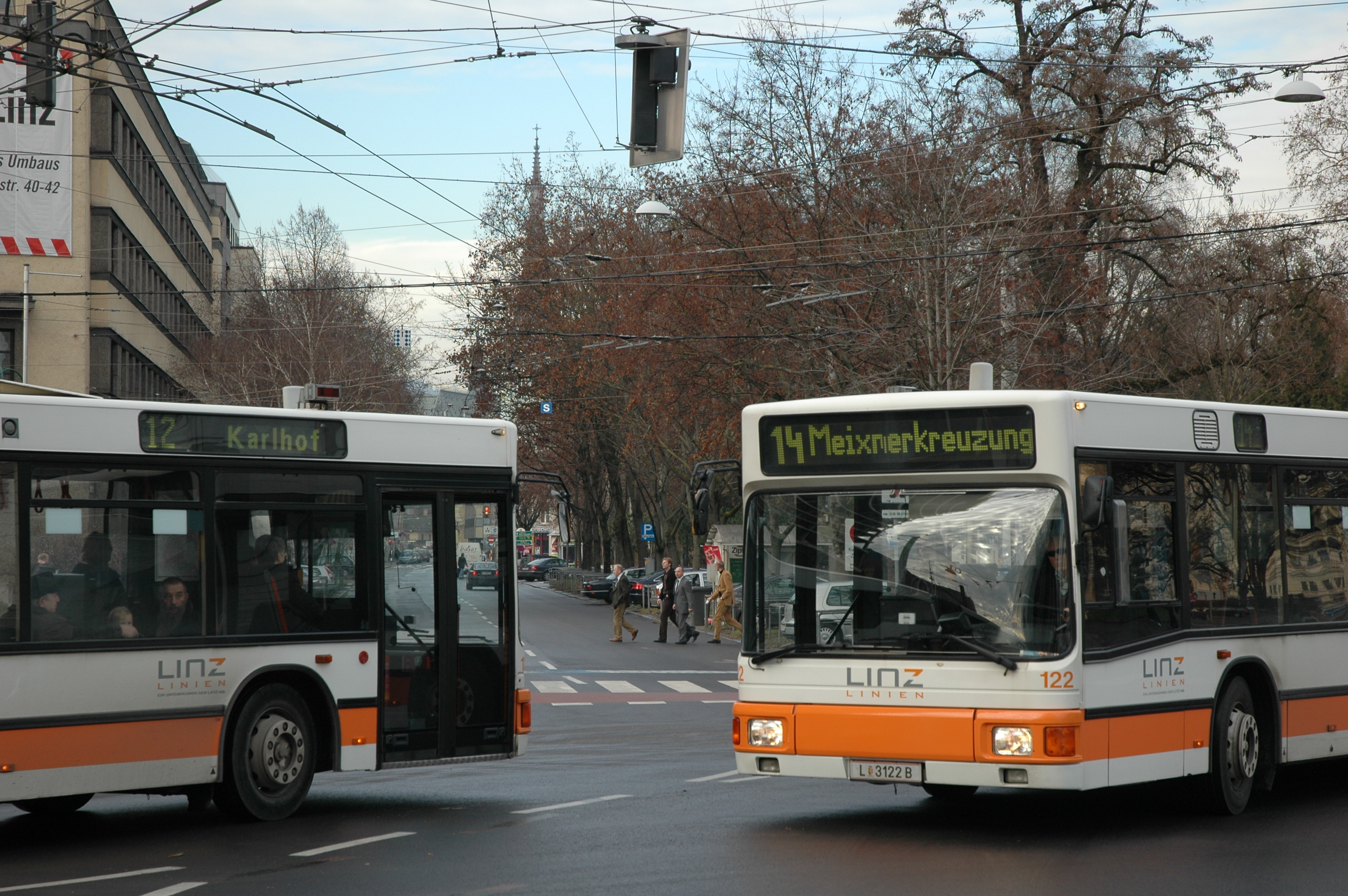
Zwei inzwischen ausgemusterte Dieselbusse auf den Linien 12 und 14

Der städtische Busverkehr in Linz wird von der Linz Linien GmbH betrieben. Der 1928 aufgenommene Omnibus-Verkehr ergänzt dabei die 1880 eröffnete Straßenbahn Linz sowie den 1944 eröffneten Oberleitungsbus Linz. Daneben verkehren in Linz auch noch andere Buslinien, insbesondere die Postbusse, die Buslinien der Wilhelm Welser Verkehrsbetriebe Traun und Fernbuslinien.

## Bezeichnungssystem
Die regulären Buslinien sind mit Nummern im Bereich 10 bis 39, die Schnellbuslinien mit Nummern zwischen 70 und 79 und die Stadtteilbuslinien mit dreistelligen Zahlen bereichnet. Wie bei den Verkehrsmitteln der Linz AG generell üblich, werden kurzgeführte Kurse, d. h. solche, die die reguläre Endstation nicht erreichen, mit einem der Liniennummer nachgestellten Stern gekennzeichnet. So ist die Linie 11 (abgesehen von einzelnen Kursen in der Früh) durchwegs als Linie 11* zur Wegscheider Straße unterwegs. Ebenso sind einige Linien an Sonn- und Feiertagen kurzgeführt (17* Europaplatz, 27* Hafenportal). Ein nachgestellter Kleinbuchstabe (in der Praxis nur ein „a“) bezeichnet eine Linienvariante mit abweichendem Verlauf.
Bei den Schnellbuslinien sind die Displays (Matrixanzeigen) an den Bussen „negativ“ dargestellt, also schwarze Schrift auf grünem/weißem Grund. Bei den inzwischen nicht mehr in Betrieb befindlichen Bussen mit analoger Rollbandanzeige war die Schrift schwarz auf rotem Grund.

## Reguläre Linien
Die Linien verkehren wie folgt:
| Linie | Strecke | Anmerkung | Regulärer Fahrzeugeinsatz                        |
| ----- | --- | --- | ------------------------------------------------ |
| 11    | Pichlinger See – Ebelsberg – Simonystraße – Laskahofstraße – Wegscheider Straße (– Meixnerkreuzung – Sporthalle Leonding)                                                                          | Takt: täglich 30 min, Wegscheider Straße – Sporthalle Leonding 3 Fahrten Mo–Fr (HVZ früh) | Gelenkbus                                        |
| 12    | Auwiesen – Laskahofstraße – Landwiedstraße – Hauptbahnhof – Goethekreuzung – Europaplatz – Parkbad – Karlhof                                                                                       | Takt: Mo–Fr 15 min (Auwiesen – Parkbad HVZ früh 7½ min), Sa 15 min (vormittags) / 30 min (nachmittags), So+Fei 30 min, abends täglich 30 min | Gelenkbus                                        |
| 17    | Hitzing – Leonding Schule – Zaubertalstraße – Ziegeleistraße – Hauptbahnhof – Goethekreuzung – Europaplatz – Industriezeile – Ehrentletzbergerstraße – Fernheizkraftwerk                           | Takt: Mo–Fr 30 min (Hauptbahnhof – Fernheizkraftwerk HVZ früh 15 min), Sa 30 min (vormittags) / 60 min (nachmittags), So+Fei 60 min, Mo–Fr abends + Sa nachmittags Betrieb nur Hitzing – Industriezeile, So+Fei Betrieb nur Hitzing – Europaplatz, abends täglich ab 20:30 Uhr kein Betrieb | Gelenkbus                                        |
| 18    | Turmstraße – Stahlwerk | nur 6 Fahrten Mo–Fr. Abgesehen von den ersten beiden Haltestellen befinden sich alle Haltestellen auf nicht öffentlich zugänglichen Teilen des Werksgeländes. | Gelenkbus                                        |
| 19    | Pichlinger See – Ebelsberg – Simonystraße – Laskahofstraße – Meixnerkreuzung – Leonding Schule – Ziegeleistraße – Hauptbahnhof – Goethekreuzung – Europaplatz – Industriezeile – Fernheizkraftwerk | Takt: täglich 30 min, abends 60 min, Mo–Fr anbends + Sa nachmittags + So+Fei Betrieb nur Meixnerkreuzung – Industriezeile, abends täglich Betrieb über Zaubertalstraße | Gelenkbus                                        |
| 25    | Oed – Landwiedstraße – Am Bindermichl – Kopernikusstraße – Turmstraße – Chemiepark – Europaplatz – Parkbad – Karlhof                                                                               | Takt: Mo–Fr 15 min, Sa 15 min (vormittags) / 30 min (nachmittags), So+Fei 30 min, abends täglich 60 min (Betrieb nur Kopernikusstraße – Karlhof) | Gelenkbus                                        |
| 26    | St. Margarethen – Obere Donaulände – Brucknerhaus – Taubenmarkt – Freinberg – Stadion | Takt: täglich 30 min, abends ab 20 Uhr kein Betrieb | Mo-Sa Normalbus/So+Fei Kleinbus der Fa. Sabtours |
| 27    | Chemiepark – Franckstraße – Friedhofstraße – Hauptbahnhof – Ziegeleistraße – Taubenmarkt – Lederergasse – Schiffswerft – Hafen – Fernheizkraftwerk                                                 | Takt: Mo–Fr 15 min (Hauptbahnhof – Lederergasse HVZ früh 7½ min), Sa 15 min (vormittags) / 30 min (nachmittags), So+Fei 30 min, abends täglich 30 min, Mo–Sa abends + So ganztägig Betrieb nur Chemiepark – Hafen                                                                           | Gelenkbus                                        |
| 33    | Riesenhof – Mühlkreisbahnhof – Biegung – Linke Brückenstraße – Katzbach – Plesching – Pleschinger See                                                                                              | Takt: Mo–Fr 15 min, Sa 15 min (vormittags) / 30 min (nachmittags), So+Fei 30 min, Mo–Sa früh Betrieb nur Riesenhof – Plesching, So+Fei früh und täglich abends ab 20 Uhr kein Betrieb | Normalbus                                        |
| 33a   | Rudolfstraße – Biegung – Linke Brückenstraße – Katzbach – Plesching | Takt: So+Fei früh 30 min, täglich abends 60 min, Betrieb nur So+Fei früh und täglich abends (anstelle der Linie 33) | Normalbus                                        |
| 38    | Rudolfstraße – Biegung – Karlhof – Gründberg – Jäger im Tal | Takt: Mo–Fr 15 min, Sa 15 min (vormittags) / 30 min (nachmittags), So+Fei 30 min, abends täglich 60 min | Normalbus                                        |

## Schnellbuslinien

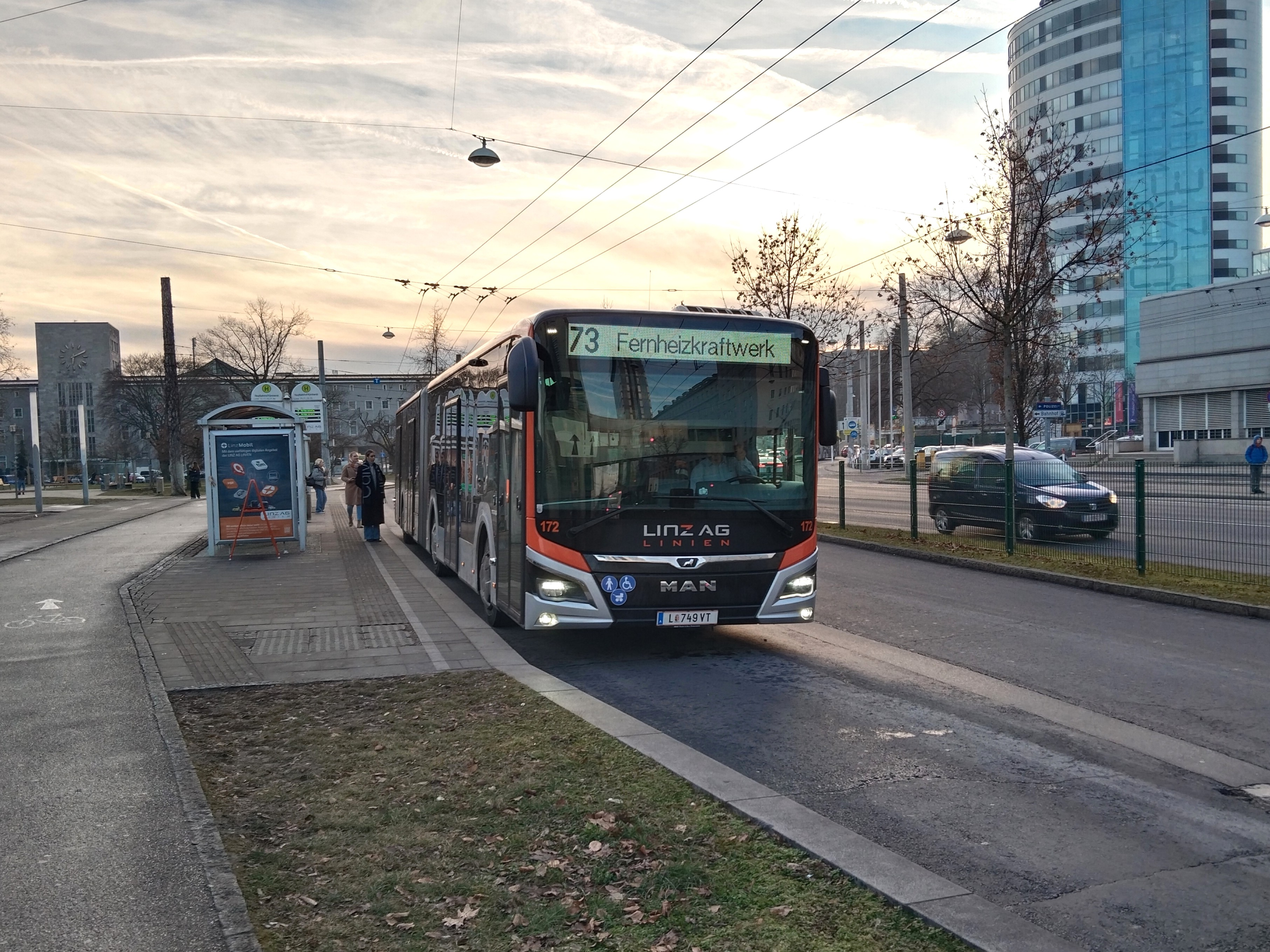
Ein MAN Lion’s City EfficientHybrid auf der Schnellbuslinie 73

Die Schnellbuslinien verkehren wie folgt:
| Linie | Strecke | Anmerkung | Regulärer Fahrzeugeinsatz |
| ----- | --- | --- | ------------------------- |
| 70    | Stadtfriedhof – Neue Heimat – Hauptbahnhof – Mozartkreuzung – Hafen – Schiffswerft – Gruberstraße – Europaplatz – Hauptbahnhof – Landwiedstraße – Neue Heimat – Stadtfriedhof                                              | Takt: Mo–Fr 20 min, Betrieb nur Mo–Fr HVZ früh (Rundkurs, stadteinwärts über die Autobahn A7) | Gelenkbus                 |
| 71    | Baintwiese – Neupeint – Laskahofstraße – Hauptbahnhof – Mozartkreuzung – Hafen – Industriezeile – Europaplatz – Hauptbahnhof – Landwiedstraße – Laskahofstraße – Franzosenhausweg – Baintwiese                             | Takt: Mo–Fr 20 min, Betrieb nur Mo–Fr HVZ früh (Rundkurs, stadteinwärts über die Autobahn A7) | Gelenkbus                 |
| 72    | Stadtfriedhof – Neue Heimat – Hauptbahnhof – Europaplatz – Gruberstraße – Schiffswerft – Hafen – Industriezeile – Hauptbahnhof – Neue Heimat – Stadtfriedhof                                                               | Takt: Mo–Fr 30 min, Betrieb nur Mo–Fr HVZ nachmittags (Rundkurs, in beiden Richtungen über die Autobahn A7), zusätzlich Verstärkerkurse als 72* Mo-Fr HVZ früh Hauptbahnhof – Industriezeile – Schiffswerft – Gruberstraße – Hauptbahnhof, HVZ nachmittags in die Gegenrichtung | Gelenkbus                 |
| 73    | Baintwiese – Franzosenhausweg – Laskahofstraße – Hauptbahnhof – Europaplatz – Industriezeile – Fernheizkraftwerk – Ehrentletzbergerstraße – Hafen – Mozartkreuzung – Hauptbahnhof – Laskahofstraße – Neupeint – Baintwiese | Takt: Mo–Fr 30 min, Betrieb nur Mo–Fr HVZ nachmittags (Rundkurs, in beiden Richtungen über die Autobahn A7) | Gelenkbus                 |
| 77    | Hauptbahnhof – Europaplatz – JKU Universität Nord | Betrieb nur Mo–Fr an Schultagen HVZ früh: 5 Fahrten hin/2 zurück (in beiden Richtungen über die Autobahn A7) | Gelenkbus                 |

## Stadtteillinien

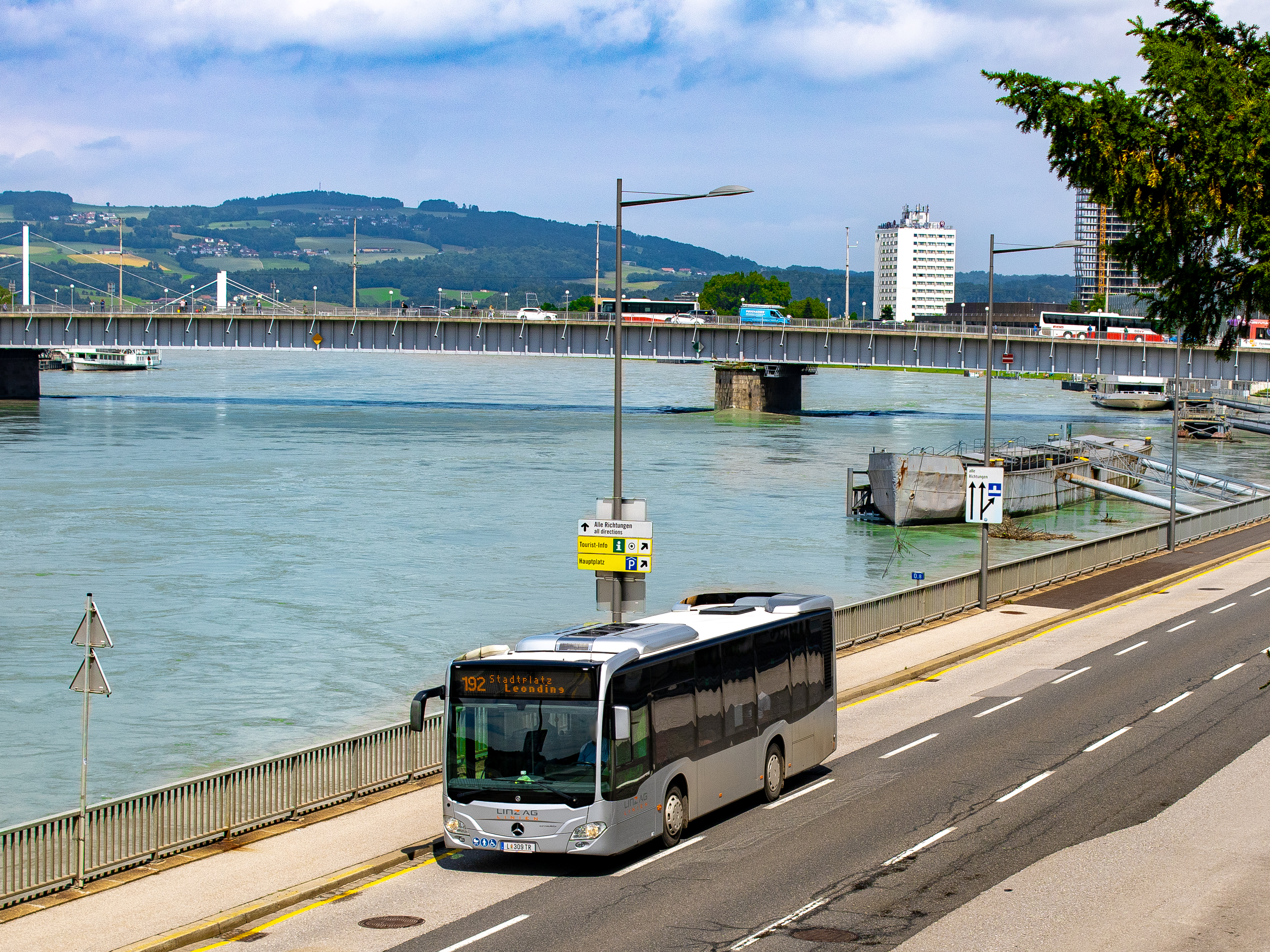
Citaro K auf der Stadtteillinie 192

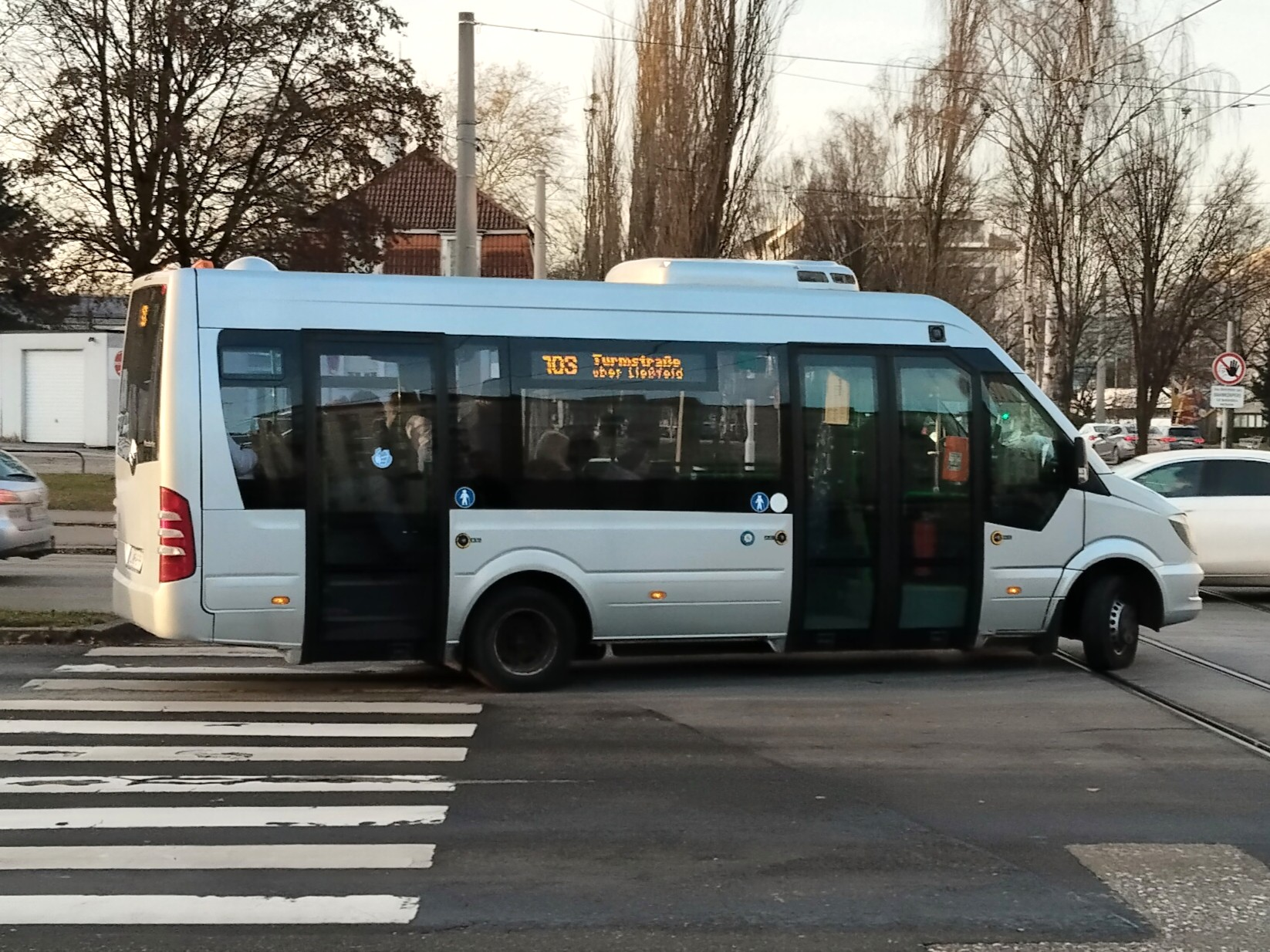
Stadtteilbus auf der Linie 103 in der Wiener Straße

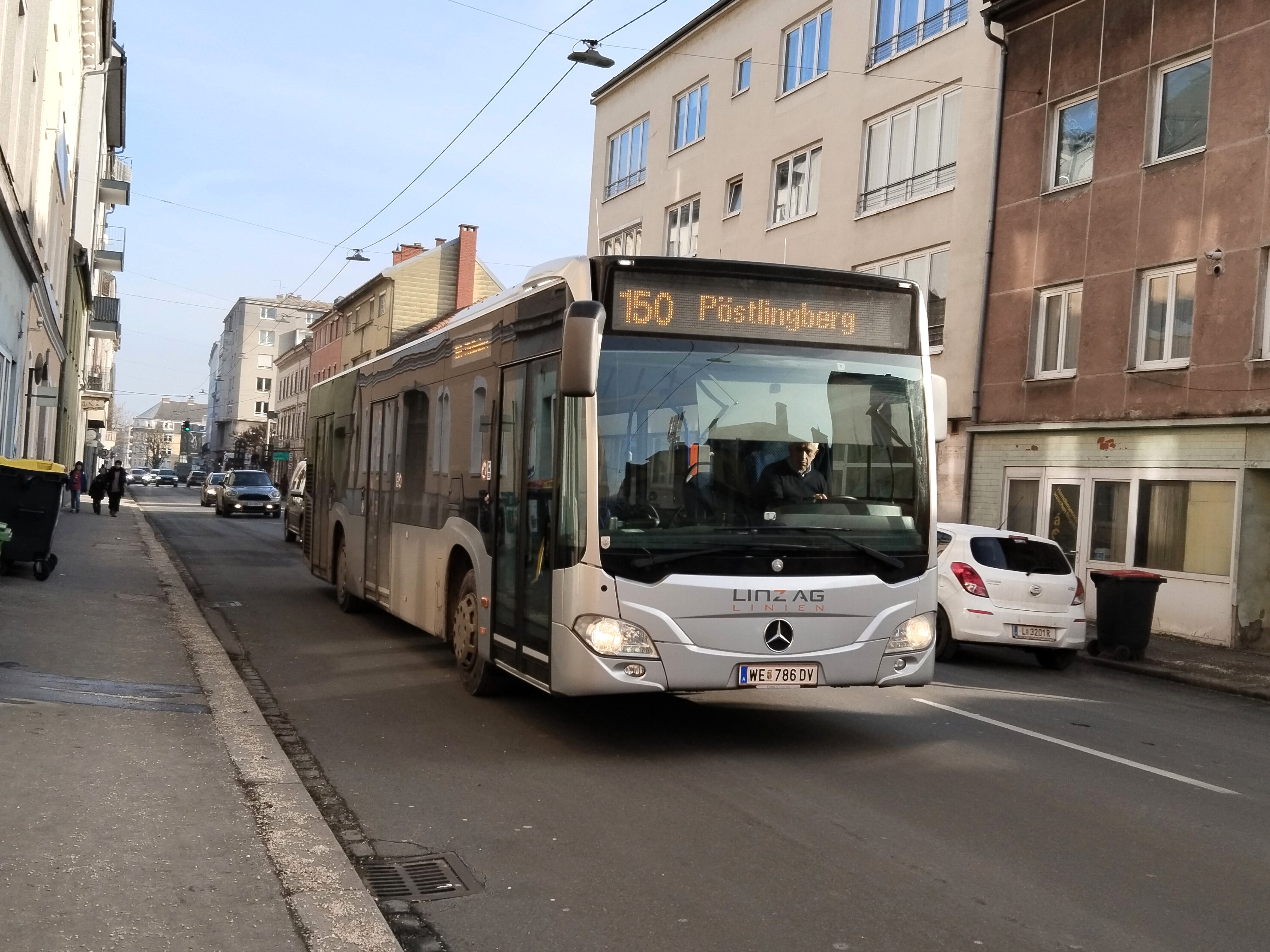
Ein Normalbus auf der Linie 150 in der Rudolfstraße

Die Stadtteillinien 101 bis 108 und 150 bis 194 verkehren werktags Montag bis Freitag ganztägig und Samstag bis Mittag, die Linie 194 als einzige auch Samstag nachmittags, die Linie 108 nur in der HVZ. Alle Stadtteillinien werden von der Fa. Sabtours im Auftrag der Linz AG betrieben.
Die Stadtteillinien verkehren wie folgt:
| Linie | Strecke | Anmerkung | Regulärer Fahrzeugeinsatz |
| ----- | --- | --- | ------------------------- |
| 101   | Urnenhain Urfahr – Steg – St. Magdalena – Aichinger                                                            | Takt: Mo–Fr 30 min, Sa vormittags 30 min (jeweils mit Unterbrechungen), Betrieb nur Mo–Fr bis 19 Uhr und Sa bis 13 Uhr            | Kleinbus                  |
| 102   | Rudolfstraße – Biegung – Karlhof – Harbach – Worathweg                                                         | Takt: Mo–Fr 30 min, Sa vormittags 30 min (jeweils mit Unterbrechungen), Betrieb nur Mo–Fr bis 19 Uhr und Sa bis 13 Uhr            | Kleinbus                  |
| 103   | Turmstraße – Deutlweg – Lißfeld – Glimpfingerstraße – Turmstraße                                               | Takt: Mo–Fr 15 min, Sa vormittags 15 min (jeweils mit Unterbrechungen), Betrieb nur Mo–Fr bis 19 Uhr und Sa bis 13 Uhr (Rundkurs) | Kleinbus                  |
| 104   | Sennweg – Hauderweg – Harheimerstraße – Waldesruh                                                              | Takt: Mo–Fr 30 min, Sa vormittags 30 min (jeweils mit Unterbrechungen), Betrieb nur Mo–Fr bis 19 Uhr und Sa bis 13 Uhr            | Kleinbus                  |
| 105   | Siriusweg – Solarcity Zentrum – Pichlinger See – Südpark                                                       | Takt: Mo–Fr 30 min, Sa vormittags 30 min (jeweils mit Unterbrechungen), Betrieb nur Mo–Fr bis 19 Uhr und Sa bis 13 Uhr            | Kleinbus                  |
| 106   | Florianer Straße – Hartheimerstraße – Wambacherberg                                                            | Takt: Mo–Fr 30 min, Sa vormittags 30 min (jeweils mit Unterbrechungen), Betrieb nur Mo–Fr bis 19 Uhr und Sa bis 13 Uhr            | Kleinbus                  |
| 107   | Ziegeleistraße – Grabnerstraße – Gaumberg – Wallseerstraße – Hatschekstraße                                    | Takt: Mo–Fr 30 min, Sa vormittags 30 min (jeweils mit Unterbrechungen), Betrieb nur Mo–Fr bis 19 Uhr und Sa bis 13 Uhr            | Kleinbus                  |
| 108   | Simonystraße – Lunzerstraße – Lunzerstraße Ost                                                                 | Takt: Mo–Fr 30 min, Betrieb nur Mo–Do HVZ früh und nachmittags, Fr HVZ früh und mittags                                           | Kleinbus                  |
| 150   | Landgutstraße – Bruckneruniversität – Tiergarten – Pöstlingberg                                                | Takt: Mo–Fr 30 min, Sa vormittags 30 min (jeweils mit Unterbrechungen), Betrieb nur Mo–Fr bis 19 Uhr und Sa bis 13 Uhr            | Midibus                   |
| 191   | Gaumberg – Buchberg – Stadtplatz Leonding – Reith – Meixnerkreuzung – St. Martin                               | Takt: Mo–Fr 30 min, Sa vormittags 30 min (jeweils mit Unterbrechungen), Betrieb nur Mo–Fr bis 19 Uhr und Sa bis 13 Uhr            | Midibus                   |
| 192   | Theatergasse – Hauptplatz→/Taubenmarkt← – Obere Donaulände – St. Margarethen – Alharting – Stadtplatz Leonding | Takt: Mo–Fr 30 min, Sa vormittags 30 min (jeweils mit Unterbrechungen), Betrieb nur Mo–Fr bis 19 Uhr und Sa bis 13 Uhr            | Midibus                   |
| 194   | Neue Heimat – Wegscheider Straße→/Eduard-Sueß-Straße← – Meixnerkreuzung – Leonding Schule – Buchberg – Stadion | Takt: Mo–Fr 30 min, Sa vormittags 30 min, Sa nachmittags 60 min, Betrieb nur Mo–Fr bis 19 Uhr und Sa bis 18 Uhr                   | Midibus                   |

## Nachtlinien
Die Linzer Nachtlinien verkehren grundsätzlich in Nächten vor Sa/So/Fei und im 30-Minuten-Takt. Bis 2016 existierten neben der Straßenbahnlinie N1 drei Nachtlinien als Busse, seitdem bedienen die Linz Linien die Stadt mit zwei Straßenbahnlinien (N82, N84) und einer Buslinie (N83) während der Nachtstunden.
| Linie | Strecke                                                   | Anmerkung | Regulärer Fahrzeugeinsatz |
| ----- | --------------------------------------------------------- | --- | ------------------------- |
| N83   | Hafenportal – Hauptbahnhof – Am Bindermichl – Neue Heimat | Takt: 30 min. Die Nachtlinie N83 verkehrt vom Linzer Hafen über die Grüne Mitte, den Linzer Hauptbahnhof und den Bindermichl zur Neuen Heimat. Der Großteil der Strecke wurde zuvor von den Linien N3 und N4 bedient. | Kleinbus                  |

## Sonderlinien
Zu Veranstaltungen sowie an bestimmen Tagen, wie Allerheiligen, werden Sonderlinien und Verstärkerkurse geführt:
- Am 1. November verkehrt die Linie 11 als Linie 11a von Pichlinger See via Neue Heimat zum Stadtfriedhof Linz/St. Martin. Zudem verkehrt eine Linie 11a von der solarCity Linz via Ennsfeld und Neue Heimat zum Stadtfriedhof.[2]

- Bei Veranstaltungen in der Raiffeisen Arena (Linz) verkehren Verstärkerbusse ohne Liniennummer, stattdessen mit Fußball-Symbol gekennzeichnet, vom Taubenmarkt (via Linie 27) zum Stadion sowie vom Hauptbahnhof (via Linie 46) zum Stadion.

- An Schultagen verkehren morgens einzelne Verstärkerkurse als kombinierte Linien, wie die Linie 17/27 von Leonding via Taubenmarkt bis Lederergasse oder 19/46 von Leonding via Hauptbahnhof, Mozartkreuzung und Hafen bis Industriezeile.[3]

## Geplante Linien
Linie 13
Der Plan für die Linie 13 wurde im Oktober 2019 präsentiert. Die Linie soll vom Mühlkreisbahnhof über die Hafenstraße, die Industriezeile und die Umfahrung Ebelsberg bis zum Pichlinger See geführt werden. Es ist ein 30-Minuten-Takt geplant, der in der Hauptverkehrszeit auf 15 Minuten verdichtet werden soll.
Linie 14
Die Linie 14 wurde im Oktober 2019 vorgeschlagen. Diese Linie stellt eine Schnellbuslinie dar und soll vom Hafen über die Garnisonstraße, die Moosfelderstraße und die Traundorferstraße zum Ennsfeld fahren. Abweichend von der üblichen Bezeichnung von Schnellbuslinien mit 70er-Nummern wird diese Linie in den Planungen als Linie 14 und nicht etwa als Linie 74 bezeichnet. Es ist ein 30-Minuten-Takt geplant, der in der Hauptverkehrszeit auf 15 Minuten verkürzt werden soll.
Linie 193
Die Linie wurde Anfang August 2022 von der Leondinger Bürgermeisterinnen-Partei SPÖ vorgeschlagen und angekündigt. Im Juli 2024 hat die Stadt Leonding bekräftigt, an der Umsetzung der Buslinie festhalten zu wollen.Die Stadtbuslinie 193 soll pünktlich zum Schulstart im September 2025 ihren Betrieb aufnehmen.

## Fuhrpark
Die Linz Linien GmbH hatte bis 2024 insgesamt 88 Erdgasbusse im Bestand, davon 74 Gelenk- und 14 Solowagen. Sie wurden zwischen 2007 und 2012 als Ersatz für ältere Dieselbusse geliefert und waren alle niederflurig.
Am 20. April 2020 wurde der Erste von 88 MAN Lion’s City EfficientHybrid Bussen geliefert. Bis 29. März 2024 wurden alle der 88 Erdgasbusse ersetzt.
| Wagennummer | Stück | Hersteller | Bauart    | Typ                 | Antrieb                  | Auslieferung | Bemerkungen | Foto |
| ----------- | ----- | ---------- | --------- | ------------------- | ------------------------ | ------------ | ----------- | ---- |
| 101–176     | 76    | MAN        | Gelenkbus | MAN Lion’s City 18C | Hybridelektrisch Euro VI | 2020–2024    |             |      |
| 421–432     | 12    | MAN        | Solobus   | MAN Lion’s City 12C | Hybridelektrisch Euro VI | 2020–2021    |             |      |

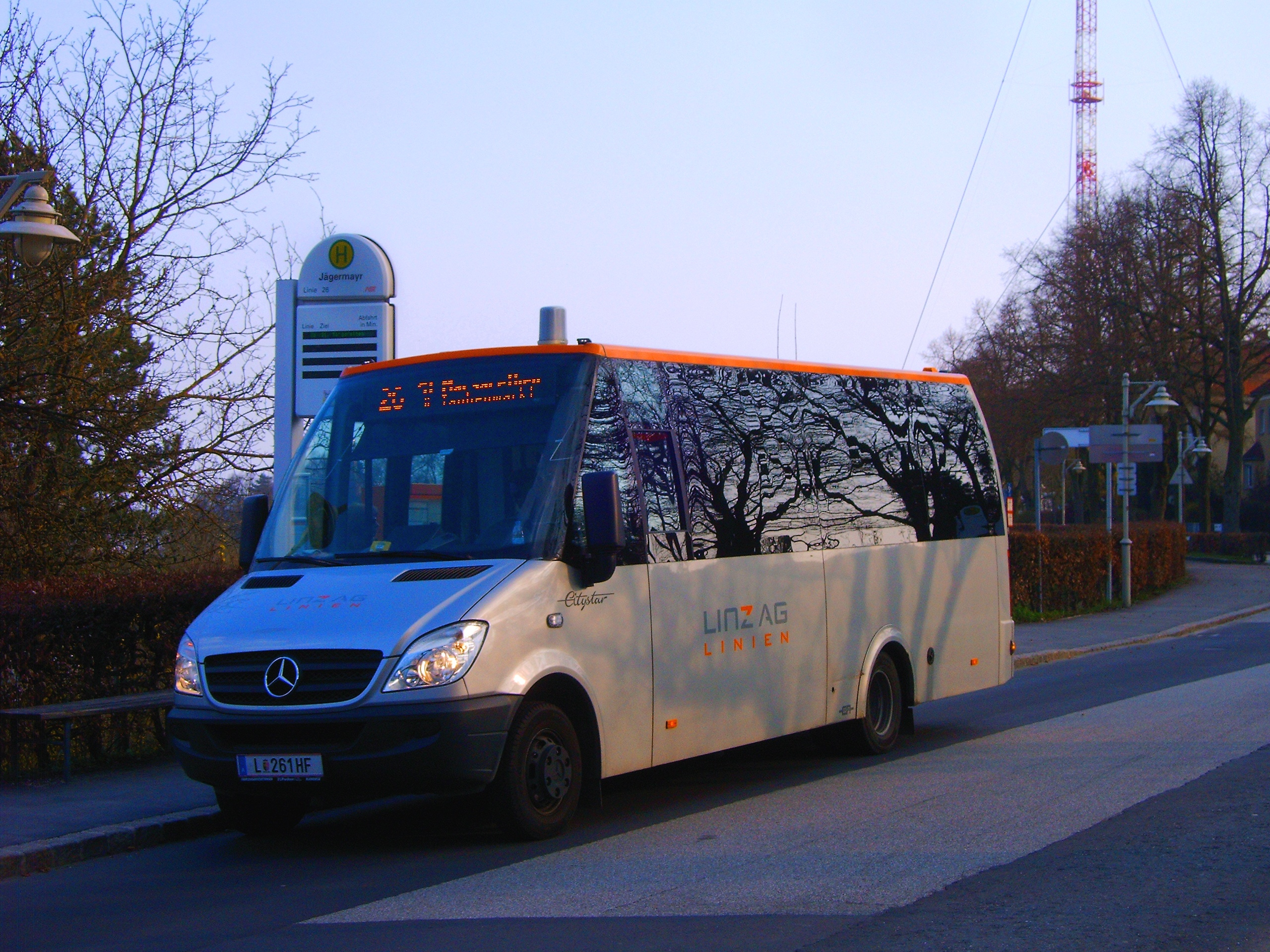
Ein Kleinbus der Linz AG Linien
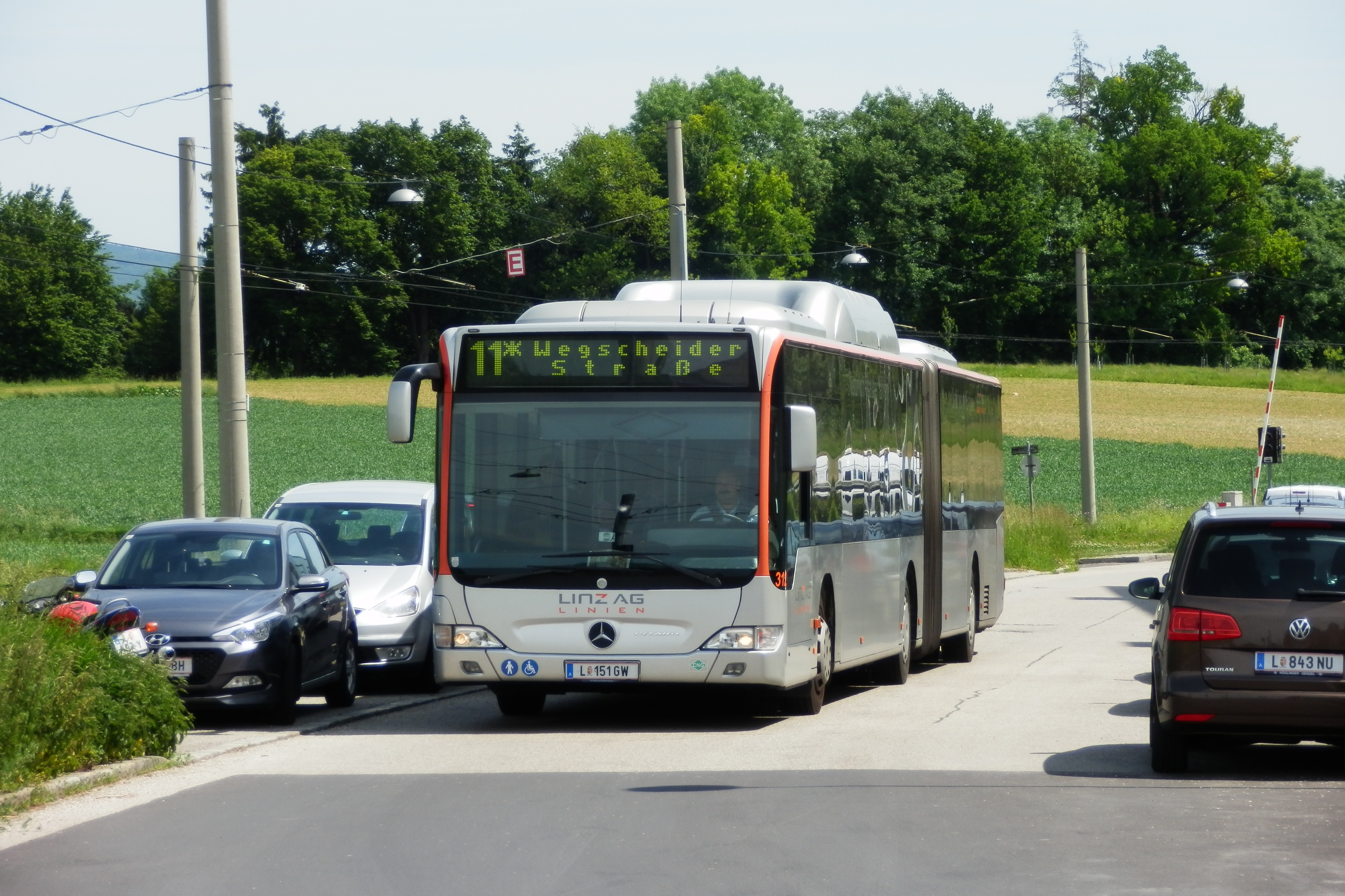
Ein im Jahr 2023 ausgemusterter Erdgasbus auf der Linie 11*

## Geschichte
Im Jahre 1928 wurde in Linz der Autobusbetrieb der ESG mit drei Linien begründet:
- Blumauerplatz–Franckstraße–St. Peter
- Pfarrplatz–Freinberg
- Pfarrplatz–St. Margarethen.

Später wurde eine vierte Linie (Neue Welt–Wegscheid) eingeführt, die mangels Fahrgastfrequenz kurz darauf wieder aufgelassen wurde.

### Ehemalige Linien
Bis 1974 war das Nummernschema der ESG wie folgt: Straßenbahn: Buchstabenlinien (B, E, K, M, V); Obus: O1, O2; Autobus: 1 ff.
| Nr. | Strecke zuletzt                                                                                           | Nachfolgerlinie neues Schema           |
| 1   | Blumauerplatz – Friedhofstraße – Franckstraße – Stickstoffwerke                                           | 13, heute 27                           |
| 2   | Obere Donaulände – St. Margarethen                                                                        | 22, später 19/22, heute 26 und 192     |
| 2a  | Pfarrplatz – Untere Donaulände – Schiffswerft                                                             | 22, später 19/22, heute 26 und 27      |
| 3   | Reindlstraße – Freistädter Straße – Steg – St. Magdalena                                                  | 30                                     |
| 3a  | Reindlstraße – Freistädter Straße – Steg – Katzbach/Auhof                                                 | 31, 32, heute 33                       |
| 4   | Blumauerplatz – Unionstraße – Gaumberg                                                                    | 14                                     |
| 4a  | Blumauerplatz – Unionstraße – Gaumberg – Haag – Wagram                                                    | 14, 15                                 |
| 5   | Neue Welt – Salzburger Straße – Wegscheid                                                                 | - (Linie bestand nur bis 1940er Jahre) |
| 6   | Taubenmarkt – Freinberg                                                                                   | 26                                     |
| 7   | Reindlstraße – Leonfeldner Straße – Gründberg                                                             | 37                                     |
| 7a  | Reindlstraße – Leonfeldner Straße – Gründberg – Jäger im Tal                                              | 38                                     |
| 8   | Wiener Straße/Turmstraße – Muldenstraße – Spallerhofstraße – Glimpfingerstraße – Spallerhof/Hanuschstraße | 25                                     |
| 9   | Froschberg – Leondinger Straße – Michaelsbergstraße – Leonding                                            | 19                                     |
| 10  | Garnisonstraße/Weißenwolffstraße – Derfflingerstraße – Industriezeile – Schiffswerft                      | -                                      |
| 11  | Franckstraße/Liebigstraße – Gruberstraße – Linke Brückenstraße – Leonfeldner Straße – Gründberg           | 24, 25                                 |
| 12  | Remise Kleinmünchen – Zeppelinstraße – Dauphinestraße – Laskahofstraße                                    | 10, 11                                 |

Ehemalige Linien Nummernschema ab 1974 bis heute (Straßenbahn: 1 ff.; Buslinien Süd 10 ff., Mitte 20 ff., Nord 30 ff.; Obus 40 ff.; Bergbahn 50; Schnellbus 70 ff.; Stadtteillinien 101 ff., in Leonding 191 ff.; OÖVV-Regionalbusse 200 ff.)
| Nr.   | Strecke zuletzt                                                                                          | Anmerkung |
| 10    | Hillerstraße – Bahnhof Ebelsberg – Solarcity                                                             | Die Liniennummer 10 wurde im Lauf der Geschichte mehrmals vergeben. Eingeführt wurde sie als Ersatz der Straßenbahnlinie E nach Ebelsberg und verkehrte in den 1970er-Jahren zwischen Laskahofstraße bzw. Zöhrdorferfeld und Hillerstraße. Sie wurde später durch die Linie 11, die bis Falterweg fuhr ersetzt. Zeitweise gab es in den 1990ern eine Linie 10 von der Simonystraße in das VÖEST-Gelände; diese ging später in der geänderten Linie 18 auf. Vor der Fertigstellung der Straßenbahn in die Solarcity 2005 verkehrte eine Linie 10 zwischen Hillerstraße und Solarcity. |
| 13    | Laskahofstraße – Wegscheider Straße – Sporthalle Leonding                                                | Die Linie 13 war der Vorläufer der heutigen Linie 27 und verkehrte vom Blumauerplatz über die Franckstraße zur Chemie, später Hanriederstraße–Chemie bzw. Froschberg–Chemie. Sie wurde um 1990 mit der ursprünglich nur zwischen Kollegiumgasse und Froschberg verkehrenden Linie 27 zusammengefasst. Später wurde die Liniennummer 13 nochmals für kurze Zeit Mitte der 1990er vergeben für eine Linie von der Laskahofstraße zur Sporthalle Leonding, ehe diese in die Linie 11 bzw. 19 einbezogen wurde.                                                                          |
| 14    | Hauptbahnhof – Unionkreuzung – Meixnerkreuzung                                                           | Die Linie 14 führte vom Linzer Hauptbahnhof zur Meixnerkreuzung. Sie wurde nach der Inbetriebnahme der Straßenbahnlinie 3 am 14. August 2011 eingestellt. |
| 15    | Hauptbahnhof – Unionkreuzung – Meixnerkreuzung – Wagram                                                  | Die Linie 15 führte vom Linzer Hauptbahnhof über Leonding nach Pasching. Als Ersatz diente bis zur Eröffnung der Straßenbahnlinie 3 zur Trauner Kreuzung die Linie 610 der Wilhelm-Welser-Verkehrsbetriebe. Sie wurde Ende September 2012 eingestellt. |
| 16    | Simonystraße – Ebelsberg – Hartheimerstraße – Hillerstraße                                               | Die Linie 16 verkehrte nach der Erbauung der Wohnsiedlung Auwiesen in den 1980er-Jahren von Auwiesen bis Spinnereistraße. Nach Verlängerung der Straßenbahnlinie 1 wurde sie eingestellt. In den 1990ern wurde wieder eine Linie 16 zwischen Simonystraße und Hartheimer Straße eingeführt, die später bis Hillerstraße verlängert wurde. Mit Eröffnung der Straßenbahnlinie 2 wurde sie eingestellt. |
| 19a   | Industriezeile – Goethekreuzung – Hauptbahnhof – Leonding Schule – Meixnerkreuzung – St. Martin          | die Linie 19a fuhr an Sonn- und Feiertagen von der Linzer Industriezeile über die Meixnerkreuzung und den Leondinger Stadtteil Doppl nach Traun-St. Martin, da diese Strecke von der Linie 191 nur unter der Woche befahren wird. Wegen der geringen Nachfrage wurde die Linie 19a 2010 eingestellt. |
| 19/22 | St. Margarethen – Schiffswerft – Goethekreuzung – Hauptbahnhof – Leonding – Meixnerkreuzung – St. Martin | Die Linie 19/22 fuhr bis Mitte der 1990er-Jahre an Werktagen als Kopplung der alten Linien 19 und 22 von St. Margarethen bis Leonding bzw. St. Martin über Schiffswerft und Industriezeile. Später wurde die Bezeichnung in 19 geändert und die Linie 22 aufgelassen. |
| 20    | Hauptbahnhof – Mozartkreuzung – Garnisonstraße                                                           | Die Linie 20 war der Nachfolger der Straßenbahnersatzlinie M und fuhr bis zur Errichtung der Obuslinie 21 im Jahr 1991 vom Hauptbahnhof zur Garnisonstraße. |
| 21    | Hauptbahnhof – Mozartkreuzung – Garnisonstraße – Hafen                                                   | Die Linie 21 verkehrte bis 1991 als Autobuslinie, dann bis 2002 als Obus, vom Hauptbahnhof bis Hafen wie heute die Nachfolgelinie 46, jedoch nicht über Volksgarten und Coulinstraße, sondern über Waldeggstraße und Stockhofstraße. |
| 22    | St. Margarethen – Obere Donaulände – Schiffswerft                                                        | Die Linie 22 fuhr von St. Margarethen bis Schiffswerft entlang der Donaulände. Sie ging Mitte der 1990er in der Linie 19 auf. |
| 23    | Hauptbahnhof – Goethekreuzung – Ehrentletzbergerstraße                                                   | Die Linie 23 fuhr anfangs von Auwiesen – wie heute die Linie 12 – bis Ehrentletzbergerstraße, später nur mehr vom Hauptbahnhof bis Ehrentletzbergerstraße. Sie wurde Mitte der 1990er durch die über die Pummererstraße umgeleitete Linie 17 ersetzt. |
| 24    | Chemie – Gruberstraße – Karlhof                                                                          | Die Linie 24 war eine Verstärkung der Linie 25 in der Morgenspitze und verkehrte von Chemie bis Karlhof (wie die Linie 25). |
| 30    | Sonnensteinstraße – Linke Brückenstraße – Steg – St. Magdalena                                           | Die Linie 30 fuhr bis zur Verlängerung der Straßenbahn nach St. Magdalena zwischen Urfahr/Sonnensteinstraße und St. Magdalena wie die heutige Linie 33 bis Steg und dann über die Pulvermühlstraße. |
| 31    | Sonnensteinstraße – Linke Brückenstraße – Steg – Altenberger Straße – Auhof                              | Die Linie 31 fuhr bis zur Verlängerung der Straßenbahn nach Auhof zwischen Urfahr/Sonnensteinstraße und Auhof/Schleife wie die heutige Linie 33 bis Altenberger Straße und dann über die Altenberger Straße. |
| 32    | Rudolfstraße – Linke Brückenstraße – Steg – Altenberger Straße – Plesching                               | Die Linie 32 fuhr von Urfahr/Sonnensteinstraße (später Rudolfstraße) bis Katzbach (später Plesching) und wurde Ende der 1990er durch die auf den Auberg führende Linie 33 ersetzt. |
| 37    | Sonnensteinstraße – Karlhof – Gründberg                                                                  | Die Linie 37 verkehrte als Kurzführung zur Verstärkung der Linie 38 zwischen Urfahr/Sonnensteinstraße und Gründberg/Schleife. |
| 50    | Hauptplatz – Rudolfstraße – Hagenstraße – Hohe Straße – Pöstlingberg                                     | Die Linie 50 verkehrte 2008 bis 2009 während des Umbaus der Pöstlingbergbahn anstelle dieser vom Hauptplatz mit Sondertarif auf den Pöstlingberg. |
| 75    | Hauptbahnhof – Unionkreuzung – Ebelsberg – Hartheimerstraße – Hillerstraße                               | Die Schnellbuslinie 75 verkehrte in der Hauptverkehrszeit morgens und nachmittags anstelle der Linie 16 bis zur Fertigstellung der Straßenbahnlinie 2 im Jahre 2002 vom Hauptbahnhof über die Wiener Straße (wie heute die Straßenbahn) bis zur Hillerstraße. |
| N2    | Simonystraße – Ebelsberg – Hartheimerstraße – Solarcity                                                  | Die Linie N2 war eine Nachtlinie und fuhr von der Simonystraße in die solarCity. Durch die (Ende 2016 eingeführte) Straßenbahnlinie N82 (Universität – Hbf – Simonystraße – solarCity) wurde die Linie N2 aufgelassen. |
| N3    | VOEST-Alpine – Kopernikusstraße – Landwiedstraße – Neue Heimat                                           | Die Linie N3 war eine Nachtlinie und führte von der VOEST-Alpine in die Neue Heimat. Seit 2016 wird die Neue Heimat in der Nacht vom Hauptbahnhof aus mit der Linie N83 bedient. |
| N4    | Pummererstraße – Hauptbahnhof – Stadion                                                                  | Die Linie N4 war eine Nachtlinie und führte von der Pummererstraße zum Stadion. Während Ende 2016 die Strecke vom Hauptbahnhof zum Stadion aufgegeben wurde, wird der östliche Teil durch die Linie N83 bedient. |

### Ehemalige Bushaltestellen
| Name                  | Linie(n) zuletzt           | Anmerkung                                                        |
| Bahnhof Kleinmünchen  | 18                         | Linienweg geändert, (H) aufgelassen                              |
| Blumauerplatz         | 14, 15, 27, 70, 71, 73, 77 | (H) aufgelassen, neue (H) Musiktheater in der Nähe errichtet     |
| Dionysenerstraße      | 43                         | (H) aufgelassen                                                  |
| Doppl                 | 15                         | Linie und (H) aufgelassen                                        |
| Ebelsberger Schloßweg | 11, 19                     | (H) aufgelassen                                                  |
| Edmund-Aigner-Straße  | 16, 75                     | Linien und (H) aufgelassen                                       |
| Froschberg Schule     | 17, 19, 45                 | (H) aufgelassen (bestand nur Richtung Hauptbahnhof)              |
| Haag                  | 14, 15                     | Linien und (H) aufgelassen                                       |
| Harterfeldsiedlung    | 15                         | Linie und (H) aufgelassen                                        |
| Herz-Jesu-Kirche      | 75                         | Linie und (H) aufgelassen                                        |
| Hugo-Wolf-Straße      | 13                         | (H) aufgelassen, neue (H) Regerstraße in der Nähe errichtet      |
| Kärntnerstraße        | 21                         | Linie und (H) aufgelassen (bestand nur Richtung Hauptbahnhof)    |
| Kollegiumgasse        | 26                         | Linienweg geändert, (H) aufgelassen                              |
| Langholzfeld          | 15                         | Linie und (H) aufgelassen                                        |
| Märzenkeller          | 21                         | Linie und (H) aufgelassen                                        |
| Oiden                 | 11                         | Linienweg geändert, (H) aufgelassen                              |
| Plus City             | 15                         | Linie und (H) aufgelassen                                        |
| Schachermayerstraße   | 17                         | (H) aufgelassen                                                  |
| Sintstraße            | 27                         | Linienweg geändert, (H) aufgelassen                              |
| Sonnensteinstraße     | 30, 31, 32, 37, 38         | Linien aufgelassen/Linienweg geändert, (H) aufgelassen           |
| Spaunstraße           | 103                        | Linienweg geändert, (H) aufgelassen                              |
| Traunbrücke           | 11, 16, 19, 75             | (H) aufgelassen, neue (H) Saporoshjestraße in der Nähe errichtet |
| Turmleitenweg         | 26, 192                    | (H) aufgelassen                                                  |
| UNO-Shopping          | 15                         | Linie und (H) aufgelassen                                        |
| Vogelfängerweg        | 11                         | Linienweg geändert, (H) aufgelassen                              |
| Wagram                | 15                         | Linie und (H) aufgelassen                                        |
| WIFI                  | 75                         | Linie und (H) aufgelassen                                        |

Im Laufe der Geschichte wurden auch einige Haltestellen umbenannt, insbesondere folgende.
| Name               | frühere Namen                       |
| Aumüllerweg        | Weikerlseestraße                    |
| Bannerstraße       | VW-Werk                             |
| Biegung            | Reindlstraße                        |
| Brauhausgasse      | Mostbauer                           |
| Chemiepark         | Chemie                              |
| Coulinstraße       | Volksgarten                         |
| Ebelsberg Bahnhof  | Moosfelderstraße, Bahnhof Ebelsberg |
| Ebelsberg Kaserne  | Kaserne                             |
| Europaplatz        | Khevenhüllerstraße, Design Center   |
| Füchselbachstraße  | Leonding                            |
| Grüne Mitte        | Frachtenbahnhof                     |
| Hartackerstraße    | Haus der Barmherzigkeit             |
| Holzheimerstraße   | Berg                                |
| Ignaz-Mayer-Straße | Fa. Plasser                         |
| Industriezeile     | Interspar                           |
| Johann-Metz-Straße | Metzstraße                          |
| Mariendom          | Neuer Dom                           |
| Metzstraße         | Kubesch                             |
| Petzoldstraße      | Hafenstraße 12                      |
| Poloplaststraße    | Steyr-Puch, Fa. Neuson              |
| Posthofstraße      | Zollfreizone                        |
| Pummererstraße     | Quelle                              |
| Pyhrnbahnbrücke    | Pyhrnbahn                           |
| Schule Leonding    | Leonding Schule                     |
| Spindelbaumweg     | Zöhrdorferfeld                      |
| Turmmuseum         | Zehnerturm                          |
| Turmstraße         | VOEST-Alpine                        |
| Urnenhainweg       | Urnenfriedhof                       |
| Volksgartenstraße  | Volksgarten                         |
| Wattstraße         | Bergmann                            |